# 關統
关统（？—？），關興長子，关羽之孙，三国时期人物。

## 生平
《三国志》记载，关统妻為公主，官至虎賁中郎將，死後無子繼承，以关兴庶子关彝来继承其爵位。